# Гаспар де Со
Гаспар де Со ( Gaspard de Saulx, 1509 — 1573) — французький аристократ, політичний та військовий діяч часів Релігійних війн. Маршал Франції.

## Життєпис
Походив з аристократичної бургундської родини. Народився у березні 1509 року у сім'ї Жана де Сона, сеньойра Орена, графа де Со, та Маргарити де Таванн. Завдяки дядькові по материнській лінії Гаспар зміг у 1522 році потрапити до двору короля Франциска I. Останній надав Гаспару де Со право йменуватися також і Таванн на честь свого дядька та королівського улюбленця.
У 1525 році брав участь у битві під Павією, де потрапив у полон. У 1536 році у складі військ Блеза Монлюка боровся із вторгнення до Провансу імператорської армії на чолі із Карлом V. Згодом був серед захисників міста Теруан, у 1544 році брав участь у захоплені фортець Дамвіль, Івой, Люксембург. Того ж року відзначився у битвах при Черезоле в Італії та Булоні, на півдні Франції.
У 1552 році очолював окремі війська, що брали участь у захопленні єпископств Туль, Верден, Мец. За свою звитягу у битві при Ренті у 1554 році король Генріх II надає Таванові орден Святого Михайла. У 1556 році Гаспар де Со-Таванн один з оборонців Риму від іспанської армії. У 1558 році брав участь у захоплені міст Тьйонвіля та Кале. Того ж року стає генерал-лейтенантом Бургундії. На цій посаді Гаспар перебував до 1570 року.
З початком релігійних війн у Франції Гаспар де Со стає одним із найзапекліших ворогів гугенотів. У 1562 році призначається також губернатором області Ліоне. Під час свого губернаторства створює Братство Святого Духа Бургундії, яке було спрямоване проти розповсюдження впливу протестантизму. у 1569 році відзначився у битвах проти гугенотів при Жарнаці та Монкотурі.
28 листопада 1570 році отримує звання маршала. Того ж року Катерина Медічі призначає Таванна наставником Генріха Анжуйського, майбутнього короля Генріха III. У 1572 році виступив одним з ініціаторів знищення лідерів гугенотів у Варфоломійську ніч. У жовтні того ж року призначається губернатором Провансу й адміралом Франції і морів Леванта.
У червні 1573 року раптово помер у замку Сюллі.

## Сини
- Гійом (1553–1633), генерал-лейтенант Бургундії
- Жан (1555–1630), віконт де Таванн